# Jean Claude Ameisen

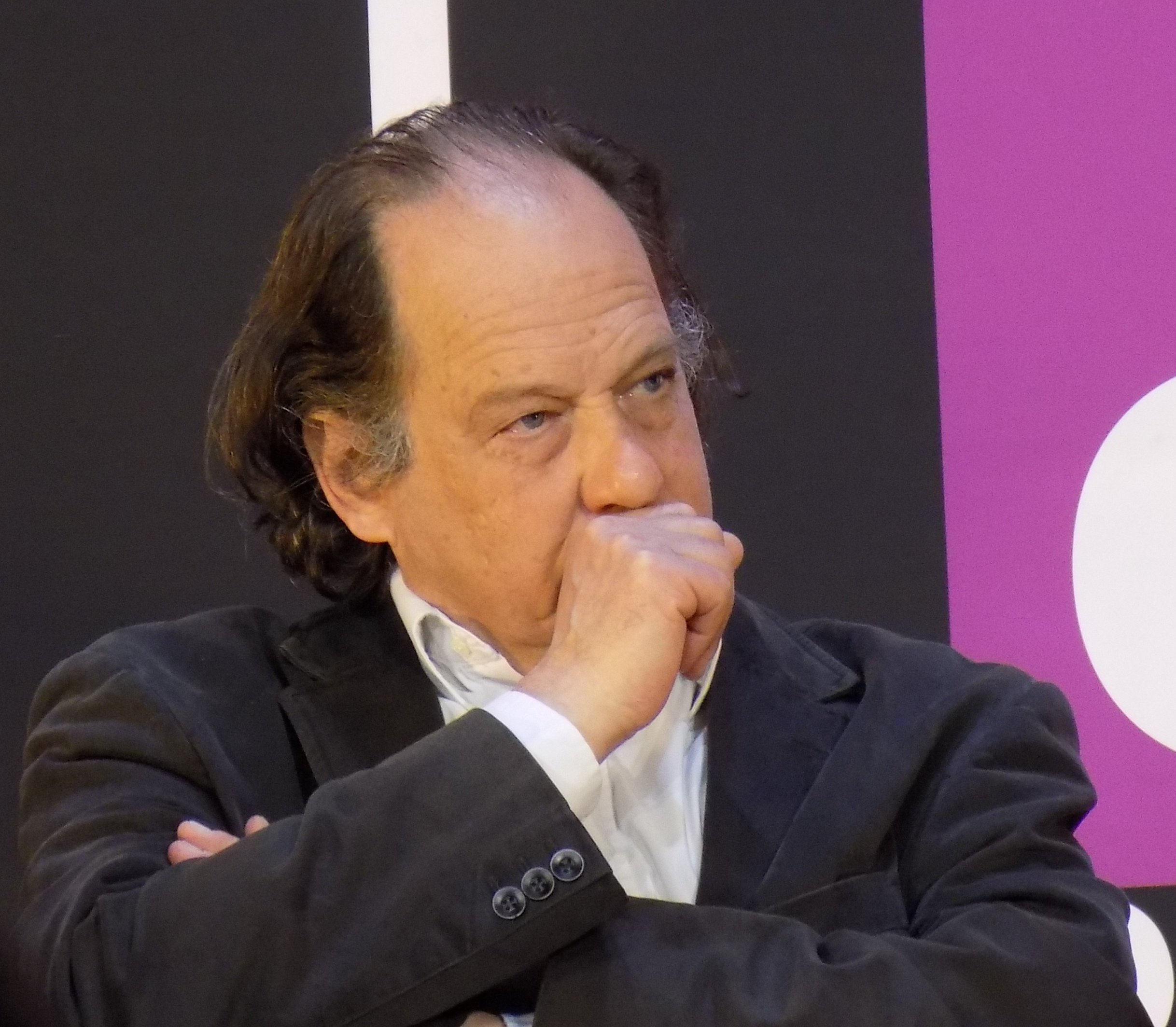
Jean-Claude Ameisen 2015

Jean Claude Ameisen (* 22. Dezember 1951 in New York) ist ein französischer Arzt, Immunologe, Hochschullehrer und Forscher auf dem Gebiet der Mechanismen des programmierten Zelltods. Er ist Direktor des Centre d'études du vivant am Pariser Institut für Geisteswissenschaften der Université Paris Diderot und Präsident der Nationalen Ethikkommission Frankreichs (Comité consultatif national d'éthique). Einer breiteren Öffentlichkeit wurde er durch zahlreiche Sachbücher und Auftritte im französischen Fernsehen und im deutsch-französischen Kulturkanal Arte sowie seine eigene Radiosendung bekannt.

## Herkunft  und Ausbildung
Jean Claude Ameisen stammt aus einer jüdischen Familie, die ursprünglich in Polen beheimatet war. Sein Vater Emanuel Ameisen siedelte nach Frankreich über, wo er als Ingenieur wirkte. Seine Mutter Janine Ameisen-Maler hatte Philosophie studiert und Auschwitz überlebt. Die Familie hatte noch zwei weitere Kinder: Olivier, der ein bekannter Arzt wurde, und Éva, eine Zahnärztin und Songwriterin. Seine Schulzeit verbrachte Jean Claude Ameisen am Lycée Louis-le-Grand und der École Alsacienne in Paris. Danach studierte er Medizin an der Université Paris Diderot und am Universitätskrankenhaus Hôpital Cochin.

## Wissenschaftliche Laufbahn
Jean Claude Ameisen praktizierte am Centre hospitalier régional universitaire de Lille und spezialisierte sich auf Pneumologie und Immunologie am Institut national de la santé et de la recherche médicale. Von 1986 bis 1987 war er Postdoktorand und wissenschaftlicher Mitarbeiter im Fachbereich Immunologie an der Medizinischen Fakultät der Yale University. Von 1989 bis 1996 wirkte er als Arzt und Dozent für Immunologie am Universitätsklinikum von Lille. 1994 wurde er Direktor der Abteilung U415 am Institut Pasteur de Lille. 1969 wurde er assoziierter Professor am La Jolla Institute for Allergy and Immunology in La Jolla, Kalifornien. 1998 wurde er als Professor für Immunologie an die Université Paris Diderot Paris 7 und das Hôpital Bichat-Claude-Bernard berufen. Seit September 2011 ist er Direktor des Centre d'études du vivant.

## Der programmierte Zelltod
Nach Ameisen spielt sich in den Zellen ein ständiger Wechsel von Leben und Tod ab. Es besteht ein Gleichgewicht zwischen dem Nachwachsen und dem Absterben der Zellen. Dieses wird durch ein kompliziertes Zusammenwirken von Proteinen hergestellt. Erst diese Balance zwischen dem Absterben und Nachwachsen ermöglicht das Fortleben des Organismus. Ameisen bezeichnet dies als sculpture du vivant. Leben bedeutet demnach bis zu einem gewissen Grad ein ständiges Sterben und Wiedergeborenwerden. Das Absterben von Zellen im Körper bewirkt einen genetischen Abschreibevorgang. Die Spuren entfernter Vorfahren verschwinden nach und nach aus dem Körper der Lebewesen.

## Ethik-Kommission
Von 2003 bis 2012 war Jean Claude Ameisen Vorsitzender der Ethikkommission des Institut national de la santé et de la recherche médicale. 2005 wurde er Mitglied der Nationalen Ethikkommission. 2012 wurde er als Nachfolger von Alain Grimfeld deren Präsident auf Vorschlag von Staatspräsident François Hollande.

## Radio und Fernsehen
Jean Claude Ameisen ist Autor der Radiosendung Sur les épaules de Darwin (Auf Darwins Schultern), die 2013 mit einem Medienpreis der Zeitschrift CB News ausgezeichnet wurde. Sie erreichte im Jahr 2012 im Durchschnitt 1,2 Millionen Hörer. 2009 war er Gast in der Arte-Fernsehsendung Leben aus der Philosophie-Reihe des Moderators und Philosophen Raphaël Enthoven. 2015 war er dessen Gesprächspartner in der Sendung Ist es Darwins Schuld, recht zu haben? Ameisen war wiederholt Interviewpartner für weitere Sendungen von Arte.

## Ehrungen und Preise
- 1992: Léon-Baratz-Preis der Académie nationale de Médecine
- 1993: Preis der Académie des sciences
- 1997: Preis der Fondation pour la recherche médicale
- 2000: Jean-Rostand-Preis für das Buch „La sculpture du vivant“
- 2009: Auszeichnung durch die Fondation Renée-et-Léonce-Bernheim pour les arts, les sciences et les lettres und die Fondation du judaïsme français
- 2013: Grand Prix für die beste Radiosendung der Zeitschrift CB News für Sur les épaules de Darwin (Auf Darwins Schultern).

## Schriften (Auswahl)
- Qu'est-ce que mourir? Éd. le Pommier, Paris 2003
- Das Schöne und die Wissenschaft. Frederking & Thaler, München 2008
- Une histoire de la médecine ou le souffle d'Hippocrate. La Martinière, Paris 2011
- Dans la lumière et les ombres. Darwin et le bouleversement du monde. Points, Paris 2011
- La sculpture du vivant. Le suicide cellulaire ou la mort créatrice. Ed. du Seuil, Paris 2014